# Starček jarní
Starček jarní (Senecio vernalis) je bylina z čeledi hvězdicovité pocházející z jihovýchodní Evropy. V Česku se vyskytuje především v Čechách a roztroušeně na Moravě.

## Popis
Starček jarní je jednoletá bylina vysoká 20–40 cm, lodyha se většinou větví v dolní polovině a je chlupatá. Listy jsou z obou stran vlnaté a za květu obvykle zasychají. Typem květenství je úbor, který má v průměru 2,5 cm. Plodem je 2–3 mm dlouhá nažka.

## Rozšíření
Starček jarní pochází z východní Evropy, Balkánu, Zakavkazí, Malé Asie, Íránu a Turkmenistánu. V Česku je to tedy nepůvodní druh, byl k nám zavlečen pravděpodobně v 19. století, kdy byl poprvé pozorován v 1822 ve Slezsku. Kvete na písčitém podloží, rumištích, pasekách a loukách od dubna do června.

## Toxicita
Stejně jako u dalších druhů rodu starček obsahuje starček jarní toxické alkaloidy (např. senecionin, senecivernin, senecifyllin a další), které jsou nebezpečné především pro dobytek, u kterého způsobují otravy.